# David Thompson (homme politique canadien)
Pour les articles homonymes, voir David Thompson et Thompson.
David Thompson (7 décembre 1836-18 avril 1886) est un homme politique canadien de l'Ontario. Il est député fédéral libéral de la circonscription ontarienne de Haldimand de 1867 jusqu'à son décès en 1886.

## Biographie
Né à Wainfleet Township (en) dans le Haut-Canada, Thompson étudie au Upper Canada College de Toronto. Il travaille ensuite comme marchand de farine et de grains.
Élu en 1863, il siège dans la 8e législature de la province du Canada pour Haldimand. Réélu dans la même circonscription après la Confédération en 1867, il l'est également en 1872, 1874, 1878 et en 1882. Il décède, alors encore en fonction, à Indiana (en) en Ontario en 1886
Son fils, Andrew, représente la circonscription de Haldimand et Monck de 1900 à 1904.
La propriété de Thompson est maintenant préservée à titre de Lieu historique national du Canada dans le Parc Ruthven.